# Jarjayes
Jarjayes – miejscowość i gmina we Francji, w regionie Prowansja-Alpy-Lazurowe Wybrzeże, w departamencie Alpy Wysokie.

## Demografia
Według danych na rok 1990 gminę zamieszkiwało 312 osób, a gęstość zaludnienia wynosiła 14 osób/km². W styczniu 2015 r. Jarjayes zamieszkiwały 432 osoby, przy gęstości zaludnienia wynoszącej 19,1 osób/km².